# Susanne Bögeholz
Susanne Bögeholz (* 1966 in Detmold) ist eine deutsche Fachdidaktikerin (Biologie) und Professorin der Georg-August-Universität Göttingen.

## Leben
Im August 1995 wurde Susanne Bögeholz als wissenschaftliche Mitarbeiterin für ein DFG-finanziertes Forschungsprojekt am Leibniz-Institut für die Pädagogik der Naturwissenschaften (IPN) in Kiel, angestellt. Gleichzeitig nahm sie ein Promotionsstudium an der Christian-Albrechts-Universität zu Kiel auf, das sie drei Jahre später abschloss (Hauptfach: Didaktik der Biologie; Nebenfächer: Botanik und Psychologie). Das Thema von Projekt und Dissertation (summa cum laude) war „Qualitäten primärer Naturerfahrung und ihr Zusammenhang mit Umweltwissen und Umwelthandeln“.
Von 1998 bis 2001 arbeitete Bögeholz als wissenschaftliche Mitarbeiterin am IPN, Abteilung Biologiedidaktik, an einer Studie des Programms „BLK21“ zur „Bildung für eine nachhaltige Entwicklung“. Schwerpunkt ihres schleswig-holsteinischen Teilprojekts war die „Förderung von Bewertungskompetenz“.
Im Oktober 2000 erhielt Susanne Bögeholz einen Ruf auf eine C3-Professur an der Georg-August-Universität Göttingen. Seit dem 1. April 2001 ist sie dort Professorin und Leiterin der Abteilung für die Didaktik der Biologie. Nachdem sie 2003 einen Ruf auf eine Professur für die Didaktik der Biologie an der Universität Duisburg-Essen abgelehnt hatte, wurde sie im Mai 2003 auf eine C4-Professur an der Georg-August-Universität Göttingen berufen.

## Universitäre und akademische Funktionen

### Fakultäten und Zentren
Neben der Mitgliedschaft in der Biologischen Fakultät der Universität Göttingen (Albrecht-von-Haller-Institut für Pflanzenwissenschaften) ist Susanne Bögeholz Mitglied der Philosophischen Fakultät, Gründungsmitglied des Zentrums für empirische Unterrichts- und Schulforschung (ZeUS) sowie des Göttinger Zentrums für Biodiversitätsforschung und Ökologie (GZBÖ).

### Leitungsfunktionen
Seit 2002 gehörte Bögeholz zunächst dem kommissarischen Gründungsvorstand des ZeUS und ab 2004 dessen regulärem Vorstand an. Von 2002 bis 2011 leitete sie die Arbeitsgemeinschaft Fachdidaktiken in den naturwissenschaftlichen Fächern des ZeUS. In den Jahren von 2008 bis 2011 hatte sie Funktionen als Sprecherin bzw. stellvertretende Sprecherin des ZeUS inne.
Seit 2007 ist Susanne Bögeholz im Vorstand des DFG-Graduiertenkollegs 1195: „Passungsverhältnisse schulischen Lernens: Verstehen und Optimieren“, zuletzt als dessen Sprecherin.

### DFG-Fachkollegium
Für die Amtsperiode von 2016 bis 2019 wurde Bögeholz in das aus neun Mitgliedern bestehende DFG-Fachkollegium „109 Erziehungswissenschaft und Bildungsforschung“ gewählt. Sie vertritt dort die Fächer „Allgemeines und fachbezogenes Lehren und Lernen“.

## Ehrungen
Susanne Bögeholz wurde am 29. August 2011 der mit 10.000 € dotierte Preis „Didaktik der Naturwissenschaften 2011“ verliehen.

## Veröffentlichungen
Monographien
- Qualitäten primärer Naturerfahrung und ihr Zusammenhang mit Umweltwissen und Umwelthandeln. (Hochschulschrift; Dissertation, Universität Kiel), Leske und Budrich, Opladen 1999, ISBN 3-8100-2337-X

Aufsätze in deutscher Sprache (Auswahl)
- Scheersoi, A., Bögeholz, S., & Hammann, M. (2019). Biologiedidaktische Interessenforschung: Empirische Befunde und Ansatzpunkte für die Praxis. In J. Groß, M. Hammann, P. Schmiemnn & J. Zabel (Hrsg.), Biologiedidaktische Forschung: Erträge für die Praxis(S. 37-55). Berlin, Heidelberg: Springer Spektrum.

- Bögeholz, S., Hößle, C., Höttecke, D., & Menthe, J. (2018). Bewertungskompetenz. In D. Krüger, I. Parchmann & H. Schecker (Hrsg.), Theorien in der naturwissenschaftsdidaktischen Forschung (S. 261-281). Berlin: Springer Spektrum.

- Bögeholz, S., & Eggert, S. (2018). Wirksamer Biologieunterricht = Biology an Beyond: Schülerinnen und Schüler für eine Teilhabe an Wissenschaft und Gesellschaft qualifizieren. In M. Wilhelm (Hrsg.), Wirksamer Biologieunterricht: Unterrichtsqualität: Perspektiven von Expertinnen und Experten. Baltmannsweiler: Schneider Hohengehren GmbH.

- Eggert, S., Bögeholz, S., Oberle, M., Sauer, M., Schneider, S., & Surkamp, C. (2018). Herausforderung Interdisziplinäres Unterrichten in der Lehrerbildung – das Göttinger Zertifikatsmodell. Journal für LehrerInnenbildung, 3, S. 51–55.

- Cirkel, J. O., Eggert, S., Lewing, J., Schneider, S., & Bögeholz, S. (2017). Fledermausschutz und Windenergie. Fächerverbindender Anfangsunterricht zwischen Physik und Biologie. Unterricht Physik, 28(5), 22-27.

- Bögeholz, S., Joachim, C., Hasse, S., & Hammann, M. (2016). Kompetenzen von (angehenden) Biologielehrkräften zur Beurteilung von Experimentierkompetenzen. Unterrichtswissenschaft, 44(1), 40-54. [* gemeinsame Erstautorenschaft]

- Eggert, S., & Bögeholz, S. (2014). Entwicklung eines Testinstruments zur Messung von Schülerkompetenzen? Umgang mit komplexen Umweltproblemsituationen. In D. Krüger, I. Parchmann & H. Schecker (Hrsg.), Methoden in der naturwissenschaftsdidaktischen Forschung (S. 371-384). Berlin, Heidelberg: Springer.

- Bickel, M., & Bögeholz, S. (2013). Schülerinteressen an landwirtschaftlichen Themen. In J. Friedrich, A. Halsband & L. Minkmar (Hrsg.), Biodiversität und Gesellschaft. Gesellschaftliche Dimensionen von Schutz und Nutzung biologischer Vielfalt (S. 59-72). Göttingen: Universitätsverlag Göttingen.

- Bögeholz, S. (2013). Bewerten der Anwendung biologischer Erkenntnisse. In H. Gropengießer, U. Harms & U. Kattmann (Hrsg.), Fachdidaktik Biologie (9. Aufl.) (S. 71-77). Hallbergmoos: Aulis Verlag.

- Bögeholz, S., & Eggert, S. (2013). Welche Rolle spielt Kompetenzdiagnostik im Rahmen von Lehr-Lernprozessen? Zeitschrift für Erziehungswissenschaft, 16(1), 59-64. doi:10.1007/s11618-013-0384-2

## Belege
1. ↑  DFG-Fachkollegien,  Stand: 30. Mai 2018; abgerufen am 1. Juni 2018
2. ↑  Presseinformation: Auszeichnung für Bildungsforschung im Bereich Biologische Vielfalt Nr. 180/2011 vom 29. August 2011, abgerufen am 1. September 2011

| Personendaten    | Personendaten                                                                               |
| ---------------- | ------------------------------------------------------------------------------------------- |
| NAME             | Bögeholz, Susanne                                                                           |
| KURZBESCHREIBUNG | deutsche Fachdidaktikerin (Biologie) und Professorin der Georg-August-Universität Göttingen |
| GEBURTSDATUM     | 1966                                                                                        |
| GEBURTSORT       | Detmold                                                                                     |